# فيليكس فالوتون
فيليكس فالوتون (بالإنجليزية: Félix Vallotton)‏ (و. 1865 – 1925 م) هو رسام، وفنان، ونحات، ونقاش، وناقد فني، من سويسرا، ولد في لوزان، توفي في باريس، عن عمر يناهز 60 عاماً.

## معرض صور

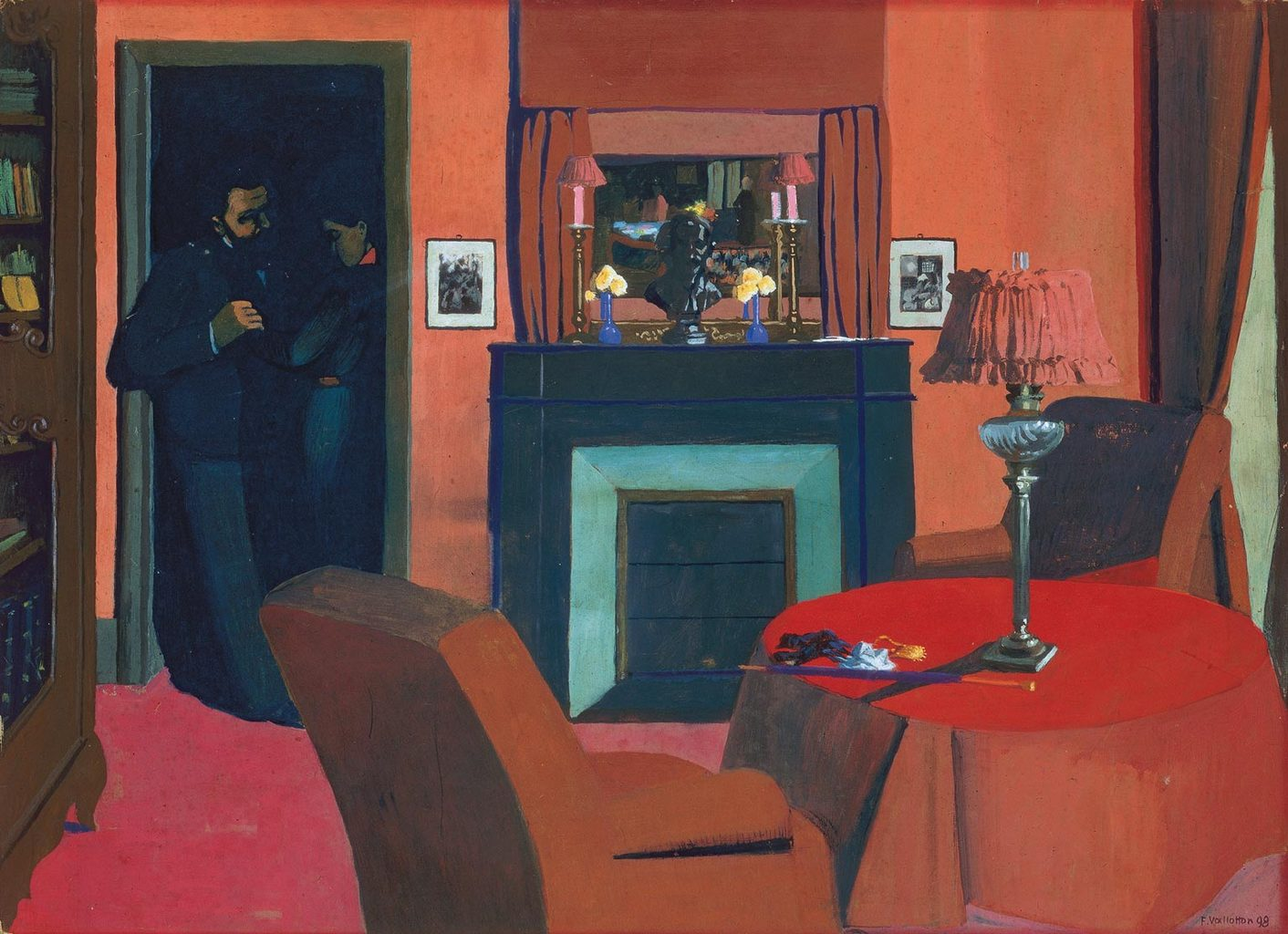
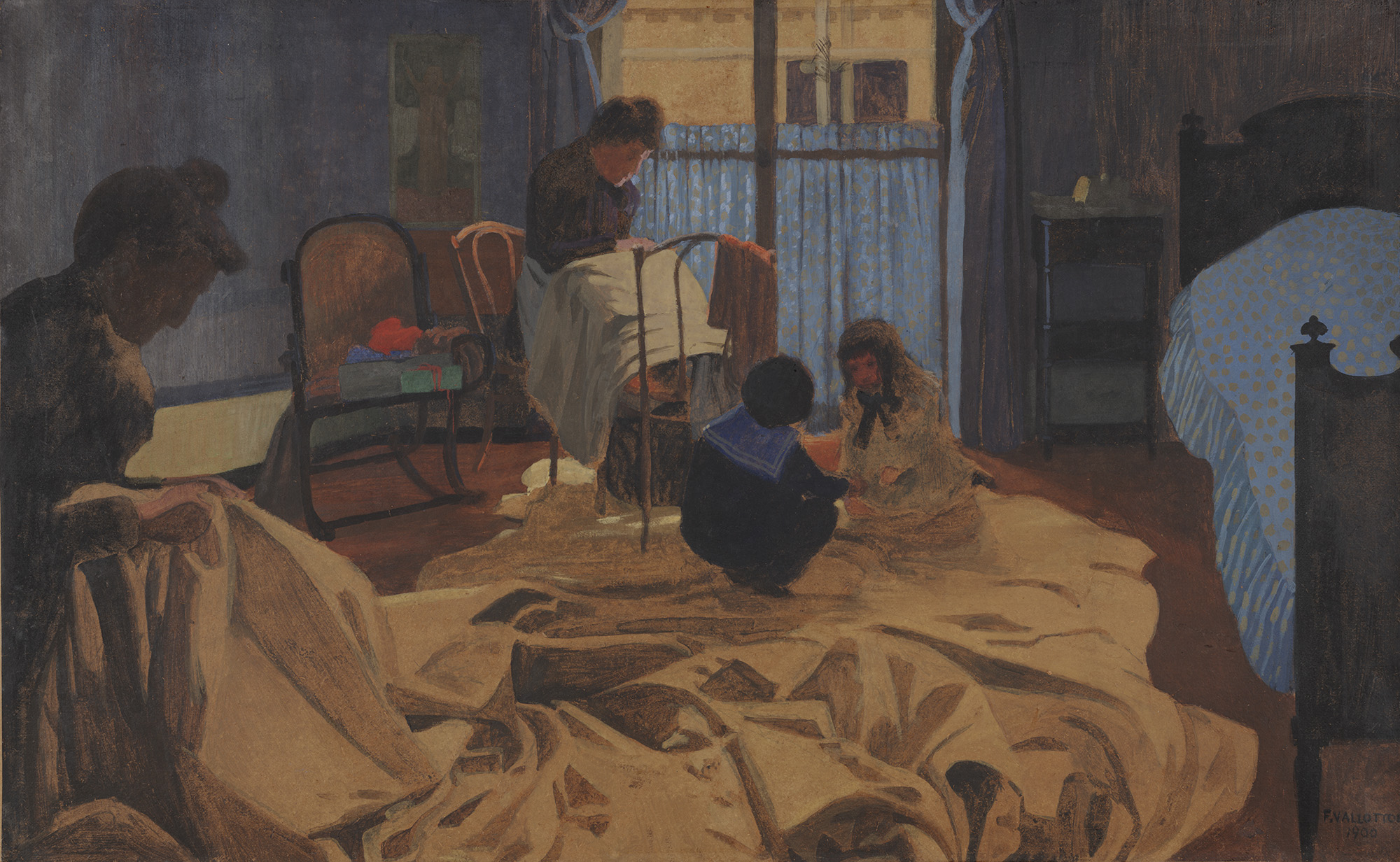
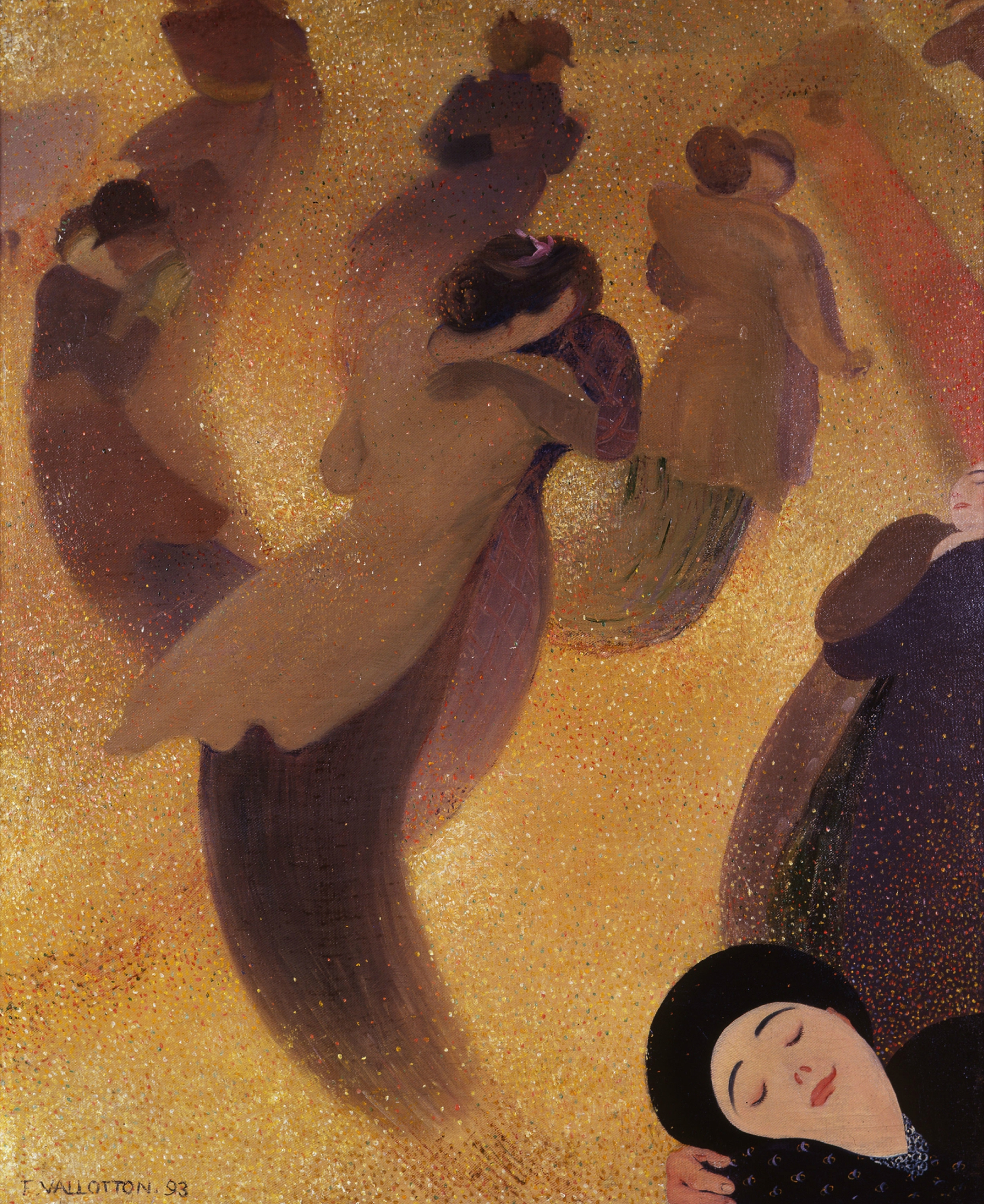
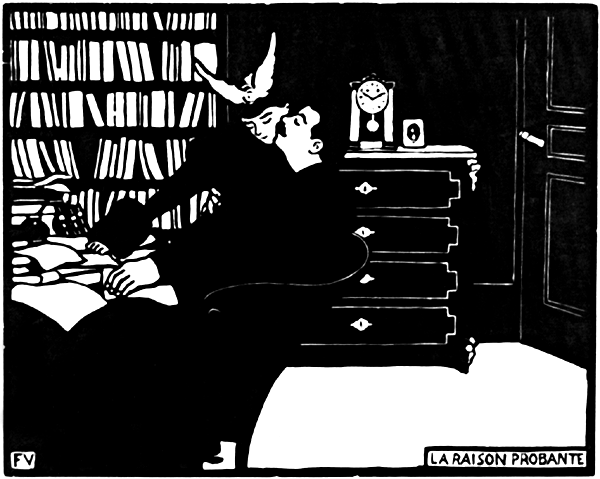
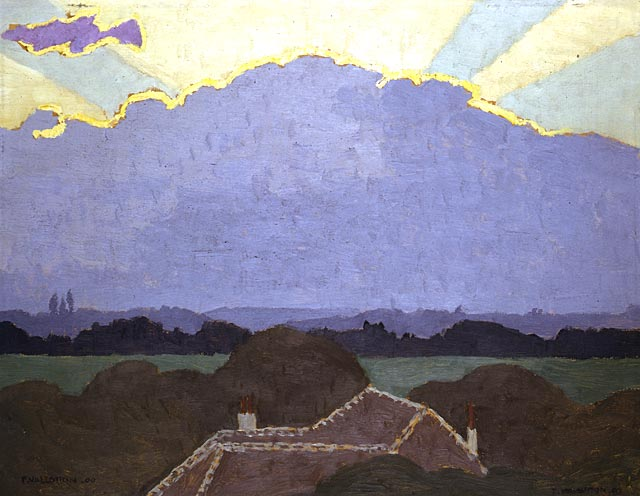

## التعليم
تعلم في أكاديمية جوليان.

## روابط خارجية
- فيليكس فالوتون على موقع الموسوعة البريطانية (الإنجليزية)
- فيليكس فالوتون على موقع ميوزك برينز (الإنجليزية)
- فيليكس فالوتون على موقع ديسكوغز (الإنجليزية)